# Muzeum Berta Flinta
Muzeum Berta Flinta (fr. Musée Bert-Flint) – muzeum w Marrakeszu w Maroku, posiada swoją filię także w Agadirze. Wszystkie przedmioty wystawione w muzeum zostały zgromadzone przez Berta Flinta – holenderskiego historyka sztuki – podczas jego podróży po Maroku. W muzeum można oglądać drogocenne i szlachetne klejnoty, ornamenty, ozdoby, dywany, meble, kostiumy, szaty, wyroby rzemieślnicze rdzennej ludności północnej Afryki i Sahary. Wszystkie przedmioty były zbierane przez blisko 40 lat.